# ヴァイオリン協奏曲 (ブラームス)
ヴァイオリン協奏曲 ニ長調 (ヴァイオリンきょうそうきょく ニちょうちょう、Violinkonzert D-Dur) 作品77は、ヨハネス・ブラームスが1878年に作曲したヴァイオリンと管弦楽のための協奏曲である。

## 概要
ブラームスは幼時からピアノよりも先にヴァイオリンとチェロを学び、その奏法をよく理解してはいたが、最初の、そして唯一のヴァイオリン協奏曲を書き上げたのは45歳になってからだった。これは、交響曲第2番の翌年という、彼の創作活動が頂点に達した時期にあたり、交響的な重厚な響き、入念な主題操作、独奏楽器を突出させないバランス感覚、いずれもブラームスの個性が存分に表現された名作となった。本作品は、ベートーヴェンの作品61、メンデルスゾーンの作品64と共に3大ヴァイオリン協奏曲と称される事が多い。
この作品を聴いたシベリウスは、その交響的な響きに衝撃を受け、自作のヴァイオリン協奏曲を全面的に改訂するきっかけとなった。構成、各主題の性格などベートーヴェンのヴァイオリン協奏曲の影響が強い。一方チャイコフスキーはメック夫人へ宛の手紙で、この曲について「私の好みに合わない」「詩情が欠けているのに、異常なほどに深遠さを装ってみせる」と酷評した。

## 作曲の経緯
1877年9月にバーデン＝バーデンでブルッフのヴァイオリン協奏曲第2番をサラサーテが演奏するのを聴いた時が作曲動機であるとされている。1878年イタリア旅行の帰りに、避暑地ペルチャッハに滞在し、ここで本格的にヴァイオリン協奏曲の作曲を行った。同年8月21日付けのヨアヒム宛の手紙では、ヴァイオリン協奏曲のパッセージについて相談している。また翌日の手紙には協奏曲は4つの楽章からなる作品であると書いている。これに対してヨアヒムからは、スコアがないと判らないがとしながらも、独奏パートについての助言が届いた。さらにヨアヒムはブラームスの元を訪れ、この曲について議論をしている。10月中旬にヨアヒムは、ブラームスを説得し、翌1879年のライプツィヒでの新年のコンサートでこの曲を初演することを決めた。11月になってブラームスは、中間の2つの楽章を破棄し、新たな緩徐楽章を書いた。ブラームスがリハーサルのためにスコアとソロ・パートの楽譜をベルリンのヨアヒムに送ったのは12月12日になってからだった。
ヨアヒムは、この作品のために様々な助言を与えたが、ブラームスはそのすべてを受け容れたわけでなく、このために2人の関係はこのあとぎくしゃくしたものになった。

## 初演
1879年1月1日　ライプツィヒ・ゲヴァントハウスにて、ヨーゼフ・ヨアヒムの独奏、ヨハネス・ブラームス指揮のライプツィヒ・ゲヴァントハウス管弦楽団により演奏された。
当初ブラームスはライプツィヒでの初演に反対した。それは20年前にこの地で行ったピアノ協奏曲第1番の演奏会が惨憺たる大失敗（拍手をしたのは3人だけだった）に終わった記憶によると言われている。ヨアヒムの熱心な説得により行われたヴァイオリン協奏曲の初演は、今度は大成功で、音楽批評家からも絶賛された。この初演の1週間後にはブダペストで、さらに翌週にはウィーンで、いずれもヨアヒムの独奏により演奏され、好意的に受け容れられた。

## 楽器編成
独奏ヴァイオリン、フルート2、オーボエ2、クラリネット2、ファゴット2、ホルン4（２楽章で３番ホルンと４番ホルンがtacet）、トランペット2（２楽章でtacet）、ティンパニ（２楽章でtacet）、弦楽五部

## 演奏時間
約40分

## 作品の内容

### 第1楽章 Allegro non troppo
ニ長調、ソナタ形式。冒頭からゆったりとした第1主題（譜例1-1）がヴィオラ、チェロ、ファゴットにより演奏され、オーケストラが力強く提示する。オーケストラによる第2主題の提示がないまま弦楽器群がマズルカ風のリズムを力強く奏すとコデッタとなり流れるように下降して、そのまま第2提示部へ入る。独奏ヴァイオリンが情熱的な音で演奏に加わり第1主題をオーケストラと歌い交わす。オーケストラによる提示部で披露された動機が回想されるうちに独奏ヴァイオリンが優美な第2主題（譜例2）を奏でる。これが第1ヴァイオリン、ヴィオラに引き継がれ再びコデッタが現れ、総休止で提示部が終わる。
展開部はオーケストラのトゥッティによる第1主題で始まり、これまでに登場した動機を次々に活用し、入念に変形・組み合わせしてブラームスの美質を存分に味わえる。また独奏ヴァイオリンには9度、10度という幅広い音程での重音奏法が要求されている。これについてヨアヒムが「よほど大きな手でないと難しい」と修正を提案したのを拒絶している。ここではブラームスらしく弦楽器群とティンパニによる激しいトレモロと木管楽器の分散和音にのって独奏ヴァイオリンが重音奏法で演奏を続け更に音楽は力を増して再現部に入る。やはりトゥッティによる第1主題で始まり、提示部の主題を順番に再現し、オーケストラによるトゥッティで力強く締めくくってからカデンツァとなる。
ブラームスはカデンツァを書いていないため、この協奏曲は多くのヴァイオリニストがそれぞれのカデンツァを書いており、その種類が多いことでも知られている。主なものに、初演者のヨアヒム、フリッツ・クライスラー、レオポルト・アウアー、アドルフ・ブッシュ、ヤッシャ・ハイフェッツらのものがあるが、やはり圧倒的にヨアヒムかクライスラーのものが演奏される。カデンツァの後は第1主題に基づくコーダで独奏ヴァイオリンが静かに奏でるが、徐々に速度と力を増しながら力強く結ばれる。
譜例1-1
譜例1-2

### 第2楽章 Adagio
ヘ長調、三部形式。管楽器による合奏で始まり、オーボエが美しい主題（譜例2）を奏でる。サラサーテがこの作品の出版譜をブラームスから贈られながら、それでも演奏しない理由として「オーボエが旋律を奏でて聴衆を魅了しているというのに、自分がヴァイオリンを持ってぼんやりそれを眺めていることに我慢がならない」と語ったと言われる魅惑的な旋律である。独奏ヴァイオリンがこの旋律を引き継ぎ装飾的に奏でた後、経過句に入り中間部へ移る。中間部はヴァイオリンが憧れを切々と訴える「ヴァイオリンによるコロラトゥーラのアリア」と評される部分である。主部に戻ると再びオーボエが旋律を歌うが、時折中間部の動機が聞こえ、平穏のうちに終わる。
譜例2

### 第3楽章 Allegro giocoso,ma non troppo vivace - Poco più presto
ニ長調、変則的なロンドソナタ形式。前楽章とは打って変わってジプシー風の力強い主題で、独奏、トゥッティと何度か繰り返される。第1主題（譜例3）はブルッフのヴァイオリン協奏曲第1番に似た3度の重音奏法の熱狂的な主題で、この楽章の重要なモチーフである。第1副主題は独奏ヴァイオリンが8度音程の重音で奏でる上行音型。続くロンド主題の後の第2副主題は2拍子と3拍子を組み合わせリズムに変化を持たせた主題。この主題を操作して行くうちやがて第1副主題が再現される。再び冒頭主題が戻ると続いて対位法的なカデンツァとなる。これにオーケストラが順次加わって行き結尾へと移る。ポコ・ピウ・プレストのコーダはトルコ行進曲風のリズムをチェロが刻み、独奏ヴァイオリンが主題を変形した旋律を演奏するが、やがて管楽器が第1副主題を暗示する。最後は低弦がピッツィカートを奏する上で独奏ヴァイオリンが主要主題による和音を静かに奏で、八分休符をはさんで力強く終わる。
譜例3